# Ajuga fauriei
Ajuga fauriei là một loài thực vật có hoa trong họ Hoa môi. Loài này được H.Lév. & Vaniot mô tả khoa học đầu tiên năm 1910.